# Pandèmia de grip per A(H1N1) de 2009
La pandèmia de grip del 2009 va ser inicialment un brot d'una nova soca del virus de la influenzavirus H1N1, també anomenada com a grip porcina.
Aquesta grip ha causat uns 18.156 morts comprovats. Al món moren anualment 500.000 persones per diferents grips, inclosa aquesta; i 14 milions de persones per causa de malalties infeccioses. El nombre de morts o afectats per aquesta grip no és significativament superior, ni aquesta és més perillosa, que cap altra grip i és molt inferior, per exemple, al paludisme, que deixa una mitjana de dos milions de morts anuals.
El brot va començar a l'estat de Veracruz (Mèxic) amb l'evidència que hi havia hagut una epidèmia durant mesos abans que es reconegués oficialment. El govern mexicà va tancar la majoria de les instal·lacions públiques i privades de Ciutat de Mèxic en un intent de contenir l'extensió del virus, però el virus es va continuar estenent globalment, i les clíniques d'algunes àrees es van emplenar de gent infectada. El mes de juny l'OMS i els Centres per al Control i Prevenció de Malalties (CDC, acrònim en anglès) van parar de comptar casos i van declarar que el brot s'havia convertit en una pandèmia.
Aquesta nova soca de la grip fou coneguda inicialment com a grip porcina, grip nord-americana (proposada per l'Organització Mundial de Sanitat Animal) i grip nova (proposada per la Comunitat Europea), noms que van ser objecte de controvèrsia. El 30 d'abril del 2009 l'Organització Mundial de la Salut decidí denominar-la grip A(H1N1). Aquesta és una descripció del virus: la lletra A designa la família dels virus de la grip humana i de la d'alguns animals com el porc o les aus, i les lletres H i N (Hemaglutinina i Neuraminidasa) corresponen a les proteïnes de la superfície del virus que el caracteritzen.

## Inicis
L'endemà de la primera mort registrada, el govern de Mèxic va prendre mesures especials. Posteriorment diversos estats del continent americà van adoptar mesures d'emergència, mentre els casos s'estenien més enllà de les fronteres de Mèxic, als Estats Units.
Les víctimes mortals ja ascendien a 68 el 25 d'abril, mentre se sumaven 2.000 contagis i es van detectar 75 casos amb símptomatologies semblants als Estats Units, concretament a Queens, Nova York, la qual cosa feu disparar les alarmes davant d'un risc de pandèmia internacional. L'OMS va elevar el risc de pandèmia a 3 (en una escala d'1 a 6).

## Nomenclatura
Segons els investigadors citats pel diari nord-americà New York Times, sobre la base de la seva estructura genètica, el nou virus és sens dubte un tipus de grip porcina, ja que procedeix originàriament d'una soca que infecta els porcs. Aquest origen ha donat lloc al nom de grip porcina, àmpliament utilitzada pels mitjans de comunicació en els primers dies de l'epidèmia. Malgrat aquest origen, la soca ara es transmet entre humans i que no requereix cap contacte amb porcs. El 30 d'abril de 2009 l'Organització Mundial de la Salut va declarar que fins aleshores no s'havia detectat en cap país que els porcs hagin contret la malaltia, però els ramaders mantenen l'alerta a causa de la preocupació que les persones infectades poden passar el virus als seus ramats. La nomenclatura científica designa les soques del virus de la grip amb noms com ara «A/California/09/2009 (H1N1)-like», massa complexos per aconseguir un ús generalitzat.
Algunes autoritats s'oposaren al nom de grip porcina. Tom Vilsack, secretari d'Agricultura dels Estats Units es preocupava que això portaria a la idea errònia que la carn de porc no és segura per al consum. El ministre de sanitat israelià, Yaakov Litzman, va proposar el nom de «grip mexicana» perquè els musulmans i els jueus consideren impur el porc, però el govern israelià es va retractar d'aquesta proposta després de les queixes de Mèxic. Encara que el Ministeri d'Alimentació, Agricultura, Silvicultura i Pesca de Corea del Sud va demanar a la premsa utilitzar el terme «virus de Mèxic" el 29 d'abril, la major part de la premsa de Corea del Sud i la gent prefereix l'abreviatura de la grip porcina SI. Les autoritats taiwaneses van proposar «grip H1N1» o «nova grip», que la majoria dels mitjans de comunicació locals utilitzen ara. L'Organització Mundial de Sanitat Animal (en anglès World Organization for Animal Health) ha proposat el nom de «grip d'Amèrica del Nord».
La Comissió Europea utilitza el terme virus de la grip nova (en anglès novel flu virus).
L'OMS va anunciar el dia 30 d'abril que en endavant es referiran a la malaltia com a grip A(H1N1) i al virus com a "virus humans de la grip A(H1N1)" en comptes de grip porcina, en un intent de no confondre el públic sobre els riscos dels productes de carn de porc. L'organització també ha confirmat que no es pot contraure la influença per A(H1N1) al menjar productes porcins si es cuinen adequadament.
Altres, com Henry Niman de Recombinomics s'oposen al canvi de nom: «És clarament grip porcina. Es tracta del virus de la grip d'un porc, no hi ha cap altre nom per a anomenar-la». A Catalunya els mitjans de comunicació locals han fet servir el terme grip nova'.

## Antecedents

### Brots anteriors
Abans del brot, l'hivern boreal del 2008 al 2009 havia sigut comparativament menys sever en les infeccions de grip, les quals, normalment provoquen la mort d'unes 250.000 a 500.000 persones cada any al món, la majoria de les quals són persones grans, nens molt petits i persones amb malalties cròniques. Fins al 8 d'abril del 2009, els Centres per al Control i Prevenció de Malalties dels Estats Units havien reportat la mort de 43 nens de grip temporal, en comparació als 68 casos de la temporada anterior.
Del desembre de 2005 al febrer de 2009, un total de dotze infeccions humanes de grip porcina s'havien reportat de deu estats dels Estats Units.

### Nou brot de grip
El nou brot es va reportar per primera vegada a ciutat de Mèxic, on els casos de malalties similars a la grip van repuntar des del 18 de març. Al començament, les autoritats mexicanes van considerar aquest increment com a «temporada de grip tardana», fins al 21 d'abril, quan un informe del Centre per al Control i Prevenció de Malalties dels Estats Units va emetre una alerta relacionada a dos casos aïllats d'una nova grip porcina als mitjans de comunicació nord-americans. Els primers dos casos identificats i confirmats com a grip porcina van ser dos nens que viuen als Estats Units a San Diego, Califòrnia, que es van posar malalts el 28 i 30 de març. Aquesta nova soca era la mateixa que la de Mèxic, i doncs connectada amb el brot d'influença al sud. Les notícies sobre aquesta relació es van fer públiques per la televisió nacional a Mèxic el 23 d'abril de 2009.
El març i abril del 2009, més de mil casos sospitosos de grip porcina en humans es van detectar a Mèxic i al sud-oest dels Estats Units. La soca va ser més virulenta a Mèxic i hi va causar la mort de 20 casos confirmats —i més de seixanta morts en investigació— la majoria a l'àrea metropolitana de la ciutat de Mèxic (el Districte Federal i diversos municipis adjacents de l'estat de Mèxic) i altres casos als estats de San Luis Potosí, Hidalgo i Querétaro, tots al centre del país. Alguns dels casos de Mèxic i els Estats Units van ser confirmats per l'Organització Mundial de la Salut de ser una soca que no s'havia vist mai de l'H1N1. La majoria de les morts a Mèxic eren adults joves entre 25 i 45 anys, una característica de la grip pandèmica. El ministre de Salut mexicà José Ángel Córdova va declarar el 24 d'abril que «breguem amb un nou virus de grip que constitueix una epidèmia respiratòria fins ara controlable».

## Esdeveniments
El 24 d'abril de 2009 les escoles de nivell pre-escolar a universitari van ser tancades temporalment pel govern a la Ciutat de Mèxic i a l'Estat de Mèxic amb el suport de la SEP per evitar que la malaltia s'estengués en una àrea major, el que va tocar prop de cinc milions d'alumnes.
Fins al 24 d'abril de 2009, hi ha casos confirmats en humans als estats de San Luis Potosí, Hidalgo, Querétaro i Distrito Federal, Estat de Mèxic (a San Pablo Tejalpa al municipi de Zumpahuacán) de les quals alguns van ser fatals. Així com casos a Texas i Califòrnia als Estats Units. Arran d'això, els secretaris de salut de tot el país van tenir una reunió extraordinària per prendre mesures. Als Estats Units s'investiguen 75 possibles casos.

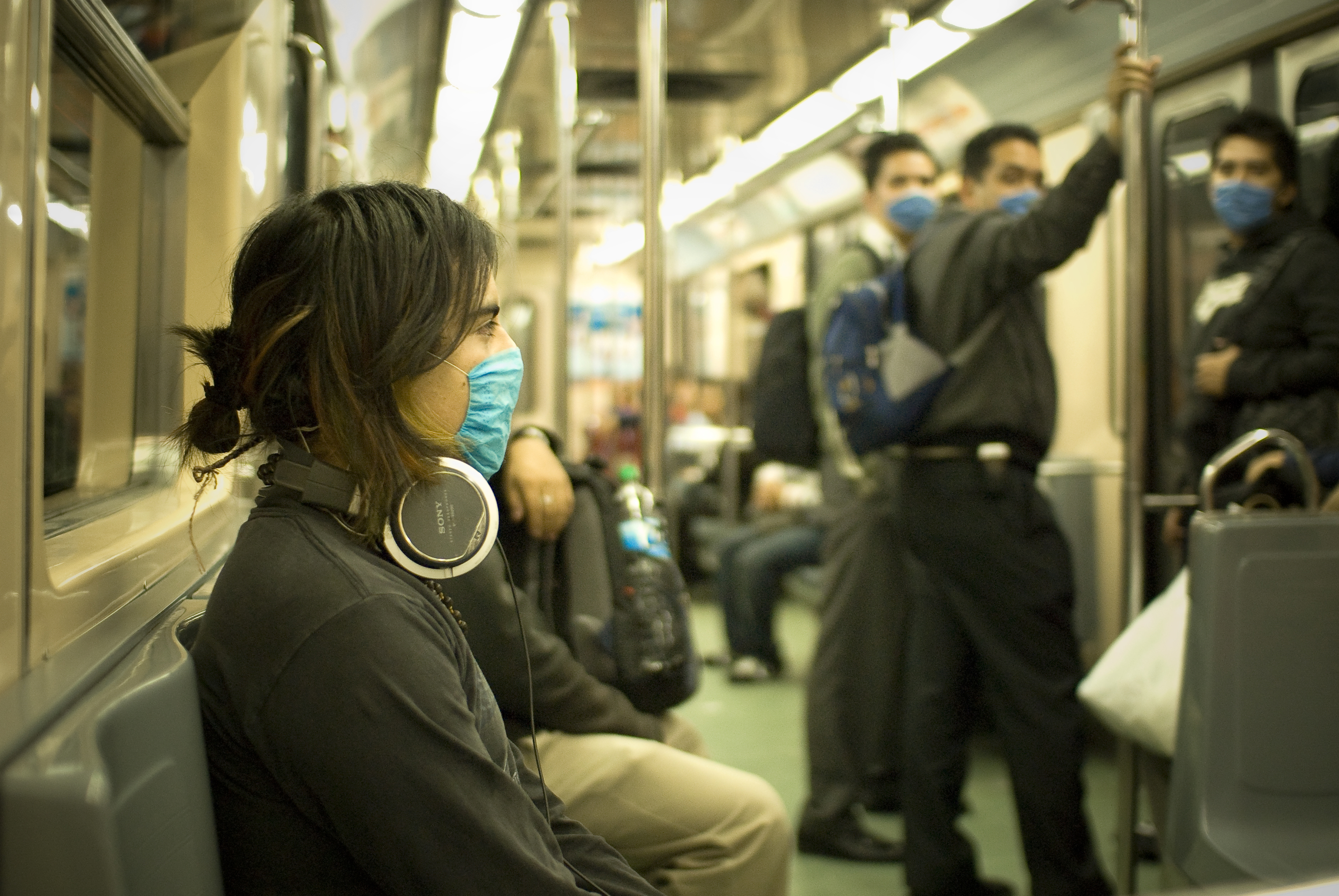
Usuaris del metro de la Ciutat de Mèxic portant masqueretes com a protecció davant el virus de la grip porcina.

S'ha recomanat a la població d'extremar precaucions d'higiene: no saludar amb petons ni donar la mà; evitar llocs concorreguts (metro, auditoris, escoles…), Utilitzar mascaretes, i rentar-se les mans constantment amb detergent o desinfectant com hipoclorit de sodi o alcohol. En cas de presentar símptomes de grip o febre, anar a un hospital al més aviat possible. En oficines, locutoris i ciberespais es recomana netejar teclats i ratolins amb alcohol per desinfectar i evitar la propagació.
La Secretaria de Salut de Mèxic va emetre una alerta pel brot al seu lloc web, i va decretar la suspensió de les activitats de les escoles tant públiques com privades.
Les autoritats mexicanes van suspendre les classes, es van tancar museus i teatres, els partits de futbol no reben públic i es distribueixen mascaretes. Les ràdios van difondre consells per prevenir la malaltia. A Mèxic DF, desenes de persones feien files als centres de salut per sol·licitar atenció mèdica i vaccins.

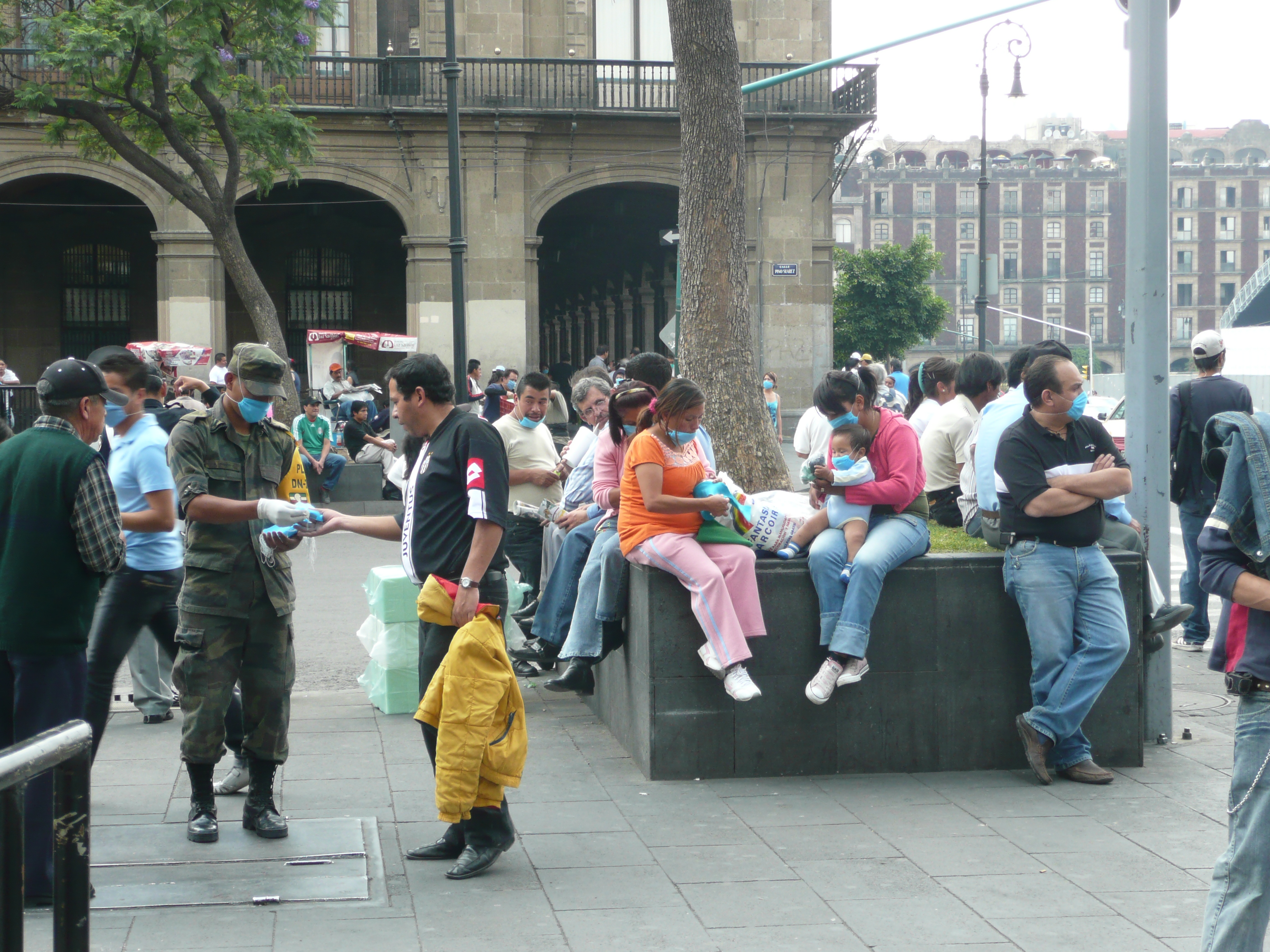
Soldats repartint màscares quirúrgiques a la població.

El divendres 24 d'abril de 2009 diferents estats, com Nicaragua, Perú, Costa Rica, Xile, Brasil, Canadà i Colòmbia, van adoptar mesures estrictes —-entre d'altres la vigilància de càrregues, maletes i seguiment de casos sospitosos en aeroports, passos fronterers i ports— per evitar l'epidèmia.
El 29 d'abril, l'OMS va apujar el nivell d'alerta per pandèmia a cinc, el segon més alt, la qual cosa indica que una pandèmia és imminent. S'han registrat casos de transmissió entre essers humans a diverses regions. A Espanya, els funcionaris van confirmar el primer cas d'una infecció en una persona que no havia viatjat a Mèxic, per la seva xicota.
L'11 de juny de 2009 la directora de l'OMS, Margaret Chan, va declarar el màxim nivell d'alerta (fase 6) davant la facilitat d'expansió del virus H1N1 més que no pas per la seva mortalitat, que és relativament baixa, (del 0,5%). En el moment d'aquesta declaració la pandèmia havia afectat 74 països i 29.000 persones (114 de les quals van morir).
El dia 3 d'agost de 2009 mor una primera pacient a Catalunya. Una dona de 35 anys de Lloret de Mar que tenia diverses malalties cròniques prèvies mor a l'Hospital Josep Trueta de Girona.

## Detalls mèdics
L'origen de la passa sembla en una variant de la soca H1N1 (si bé aquest extrem roman per confirmar), que hauria patit una mutació, el que va donar un salt interespecífic dels porcs als humans i contagiosa de persona a persona. Segons experts com el cap del Departament de Microbiologia de l'Hospital Mount Sinai de Toronto, el doctor Donald Low, està per confirmar la relació entre el virus de la grip porcina H1N1 i el dels casos confirmats a Mèxic.
Se sap que el virus de la grip porcina no es transmet consumint carn de porc infectat, ja que el virus no resisteix altes temperatures com les emprades per cuinar aliments. Els primers vaccins es van llançar al novembre de 2009.

## Efectes i genètica

Símptomes principals de la grip porcina en humans.

Anne Schuchat, directora del Centre Nacional d'immunització i Malalties Respiratòries (en anglès National Center for Immunization and Respiratory Diseases (NCIRD)) una divisió dels Centres per al Control i Prevenció de Malalties (en anglès Centers for Disease Control and Prevention CDC) va dir que els casos d'Amèrica s'havien produït per elements genètics procedents de quatre soques de virus de la grip: virus de la grip porcina d'Amèrica del Nord, grip aviar d'Amèrica del Nord, virus de la grip humana A subtipus H1N1 i virus de la grip porcina que normalment es troben a Àsia i Europa, «una combinació mestissa inusual de seqüències genètiques». En dos casos, es va aconseguir una seqüència completa del genoma. Aquest genoma complet va servir per a crear el vaccí. El virus era resistent a l'amantadina i la rimantadina, però susceptible a l'oseltamivir (Tamiflu) i zanamivir (Relenza). Les caracteritzacions genètiques preliminars han determinat que el gen de l'hemaglutinina (HA) és similar al dels virus de la grip porcina present en porcs dels Estats Units des de 1999, però la neuraminidasa (NA) i la proteïna matriu (M) s'assemblen a les versions de gens presents en les soques de la grip porcina Europea. Mentre que virus amb aquesta genètica no es van trobar fins ara circulant en els éssers humans o de porcs, malgrat això no hi ha cap sistema nacional oficial de vigilància per determinar quins virus circulen realment en els porcs als Estats Units. Es creu poc probable que el vaccí empra contra la soca de la grip H1N1 dona protecció.
En una entrevista el 24 d'abril, el director del CDC Richard Bessa va dir que no es compren encara el motiu pel qual els casos nord-americans són lleus, mentre que a Mèxic havia causat múltiples morts. Es pensava que hi havia diferències en el virus o en co-infecció. Només catorze mostres de Mèxic van ser analitzades pel CDC de les quals set coincideixen amb la soca nord-americana. Va dir que el virus probablement havia passat per diversos cicles d'infecció, sense vincles coneguts entre els pacients a Texas i Califòrnia, i que la contenció del virus «no és molt probable». L'ambaixada dels Estats Units ha informat que un equip d'investigació del CDC havia arribat a ciutat de Mèxic el 25 d'abril per a treballar amb els seus homòlegs mexicans per estudiar el virus.

## Prevenció i tractament
Les recomanacions donades per prevenir la infecció pel virus de la grip porcina consisteixen en les precaucions estàndard que es fan servir en el cas de la grip convencional.
La vacunes contra la grip recomades a anteriorment per als hemisferis sud i nord, inclosa la vacuna de la grip per a la temporada 2009/2010, són ineficaces contra la nova soca. Uns vaccins específics van ser produïts a llarga escala devers la fi de l'any 2009.
Respecte als tractaments antivirals disponibles per la grip, l'OMS va declarar que el virus obtingut a partir dels casos humans de grip porcina als Estats Units són sensibles al oseltamivir (Tamiflu) i el zanamivir (Relenza), però resistents a l'amantadina i rimantadina. Nogensmenys, per a Joan-Ramon Laporte, catedràtic de farmacologia i director de l'Institut Català de Farmacologia (col·laborador de l'OMS), el tamiflu és un medicament poc eficaç, que com a molt pot reduir un dia el temps d'infecció gripal però que en canvi té efectes secundaris potencials digestius i neuropsiquiàtrics molt greus. Per exemple, al Japó el Tamiflu ha provocat comportaments al·lucinatoris i s'han descrit suïcidis molt violents. No se sap quins efectes pot tenir en el fetus de dones prenyades. Joan-Ramon Laporte no pensa vaccinar-se. Per agreujar els dubtes sobre l'eficàcia dels vaccins, a mitjans de desembre de 2009, es va fer públic el laboratori Sanofi Pasteur havia demanat la retirada del mercat de 800.000 dosis del seu preparat pediàtric, en la retirada més gran d'un vaccí contra la nova grip decidida fins llavors.
Alguns metges als Estats Units recomanen l'ús de màscares, com a mesura preventiva. El propòsit d'una màscara facial és cobrir de manera eficaç la boca i el nas de manera que si és al voltant d'algú que està infectat, hi ha menys probabilitat de transmissió per aerosols. Les recomanacions per protegir contra la grip aviària indiquen que una mascareta amb segons la norma europea FFP3 són efficaços la protecció contra la transmissió. Si bé les màscares amb aquestes puntuacions donen un 99% o més d'eficiència en la protecció contra la transmissió de la grip, les màscares N95 o FFP2 encara en tenen una al voltant de 94%.

## Polèmica sobre la pandèmia
Per a alguns experts, es tracta d'un virus gripal més sense cap mena d'interès ni perill específic mentre que d'altres consideren que es tracta d'una pandèmia. Dades objectives són que al món mor una mitjana de mig milió de persones anualment de grip, mentre que d'aquesta no s'ha arribat als tres mil. No es pot extrapolar a vora sis mil anuals (una quantitat poc significativa front als 500.000), ja que en principi l'evolució d'aquestes poblacions és exponencial i no lineal.
També és motiu de polèmica l'adjectiu mundial que alguns afegeixen sistemàticament al mot pandèmia" ja que més del 80% dels morts es van esdevenir a Mèxic, mentre que el nombre de casos a països fora d'Amèrica és inferior o de l'ordre de les malalties rares.

### Defensors que es tracta d'una pandèmia
L'Organització Mundial de la Salut i els Centres per al Control i Prevenció de Malalties (CDC) són conscients que aquest brot podria convertir-se en una pandèmia perillosa per diverses raons:
- Nova soca. Aquest virus és una nova soca de grip contra la qual la població humana encara no ha estat vaccinada o no és immune per naturalesa.[63] Cal recordar que tots els virus de la grip varien cada any, i que el vaccí de l'any anterior mai no serveix per al següent.

- Transmissió entre humans. El virus es transmet d'humà a humà. Les investigacions realitzades en els pacients infectats han indicat que no han tingut cap contacte directe amb porcs, com una granja o fira agrícola.[32] Posteriorment, es va confirmar que la soca havia estat transmesa entre humans.[64] En contraposició, la transmissió del brot més sever entre humans per grip, la grip aviar (que assolí el seu punt més àlgid el 2006), es produïa per contacte directe entre humans i ocells. Aquesta transmissió entre humans és comuna amb les grips estacionals que patim cada any, i amb altres malalties infeccioses; la de la grip A(H1N1) no és superior a les altres.

- Virulència. Cada any moren 500.000 persones de la grip,[65] mentre que en mig any hi ha hagut només 2.800 morts[65] per aquesta en particular, dels quals la majoria són al continent americà (22.500 a Mèxic).[65] A Mèxic, segons el New York Times, les morts principalment han estat joves i adults sans.[66] Altres soques del virus produeixen símptomes més greus entre nens petits, gent gran i persones amb el sistema immunitari debilitat.[32][67] Tanmateix, el CDC indicà que els símptomes que pateixen els infectats són molt semblants als provocats per una grip normal.[68] Alguns mitjans de comunicació han especulat que el virus podria provocar una tempesta de citocines en els pacients,[66] encara que en aquest moment no hi ha proves que corroborin aquestes hipòtesis, afegint el CDC que hi ha "informació insuficient fins a la data sobre complicacions clíniques sobre aquesta variant de grip porcina A(H1N1)".[68] Estudis posteriors efectuats en pulmons de persones mortes per la infecció confirmaren que l'alliberament incontrolat de citocines agreujà de forma fatal el curs de la malaltia en elles.[69] Les dades que arriben dels països on ara és hivern i, per tant, quan els casos de grips són més importants, no indiquen que es tracti d'una soca especialment virulenta, sinó al contrari.

### Reticents al terme i a una alerta que consideren excessiva
Metges i organismes sanitaris independents recorden que es tracta d'una malaltia amb 2.800 morts al món en poc menys de mig any, molt inferior a la xifra que es coneix de 500.000 morts anuals per grip al món. Contextualitzant, cal saber, per exemple, que cada any hi moren 14.000.000 de persones de malalties infeccioses, d'entre elles d'1.500.000 a 2.400.000 per paludisme, la meitat nens menors de cinc anys, i 2.000.000 per tuberculosi.
Alguns experts, com per exemple en Rony Brauman, ex-president de Metges Sense Fronteres, es demanen si actualment els criteris donats per l'OMS són prou fiables i si és vàlid el seu paper de consellera quan les deliberacions i les decisions que es fan a l'OMS són preses, no per òrgans independents de sanitat pública, sinó per grans laboratoris i empreses farmacèutiques destinades a fer grans beneficis.
L'OMS ha anunciat que el preu d'una dosi de vacuna antigripal (encara no provada i que se'n sap que té efectes negatius en algunes persones, i especialment en els fetus) podrà variar d'1,8 € a 14 €. Demana als països més enriquits solidaritat perquè comprin aquesta vacuna a les persones dels països empobrits, però no ha demanat mai ajut (informació, medicació ni prevenció) per a malalties com la sida, la tuberculosi o el paludisme; malalties davant les quals el nombre de possibles morts al tercer món per la grip A és "insignificant". L'epidemiòleg Tom Jefferson explica al diari Der Spiegel que "una mateixa patologia no hauria provocat tal mobilització si el virus no hagués estat el de la grip, a causa dels interessos financers en joc".
A Catalunya, Joan-Ramon Laporte, director de l'Institut Català de Farmacologia, centre col·laborador de l'Organització Mundial de la Salut (OMS), desconfia de la majoria de consignes i missatges sobre aquest virus i es neguiteja pel poc coneixement i investigació en què es basen decisions polítiques tan transcendents i costoses com, per exemple, l'adquisició massiva d'antivirals no provats. "molta gent interessada a exagerar els riscos de la grip A: tots els qui venen quelcom relacionat amb ella, des de fàrmacs fins a antivirals, vacunes o màscares. L'epidermis d'això són els mitjans de comunicació".
Una de les veus crítiques que s'ha sentit amb més força i capacitat de difusió ha estat la de la doctora Teresa Forcades. Forcades defensa que la vacuna contra la grip A no sigui obligatòria i critica la gestió política i farmacèutica sobre aquest virus. Clama contra el fet que la farmacèutica nord-americana Baxter, que va intentar distribuir vacunes contaminades per Europa el gener del 2009, ara produeixi les vacunes contra la grip A. D'altra banda, qualifica d'escandalosa la gestió de l'OMS declarant una pandèmia mundial quan la mortalitat de la grip A és molt inferior a la grip estacional corrent. La declaració de pandèmia té efectes polítics, ja que la vacunació podria ser obligatòria, i uns efectes econòmics, ja que algunes administracions han demanat vacunes per a tota la població. Paral·lelament, les empreses farmacèutiques estan demanant signar acords d'exempció de responsabilitats en el cas que les vacunes tinguin més efectes secundaris dels previstos.
El laboratori suís Novartis va obtenir un benefici net de 5.385.000 de dòlars (4.232.000 d'euros) en els sis primers mesos de l'exercici, la qual cosa suposa un increment del 33,9% respecte al mateix període de 2009, gràcies al fet que quadruplicar la facturació de la seva unitat de vacunes gràcies a les vendes de vacunes contra la grip A (H1N1).

## Actuació a Europa

Mapa de països amb casos de grip H1N1:
Morts confirmades
Infeccions confirmades
Infeccions no confirmades

El 27 d'abril, el comissionat de salut de la Unió Europea aconsella no viatjar als Estats Units o Mèxic a menys que sigui urgent. Això es va produir després de confirmar-se el primer cas a Espanya.

### França
Tres casos a França són actualment objecte d'investigació: un en Pau, a Nantes, i el darrer a Poitiers. Altres set casos han estat exclosos després de les anàlisis.

### Alemanya
Dos homes i una dona han estat sospitosos de tenir el virus, després de tornar d'un viatge a Mèxic sensació febril, i es troben en aïllament en un hospital a Bielefeld, Nord-Westfàlia. Tots els casos s'han descartat quan les persones van ser resultats negatius sobre la grip tipus A.
El dia 29 d'abril es confirmen tres casos: un home de prop de Ratisbona (Baviera), una dona d'Hamburg i una altra dona de Kulmbach (Baviera). Tots tres havien tornat poc abans de Mèxic.

### Islàndia
Islàndia va ser informat per l'OMS i coopera estretament amb la CEPD i la UE en matèria de control i resposta. Islàndia encara no ha aplicat les restriccions de viatge, però ha advertit de gent que viatja a Mèxic i els Estats Units (especialment a Califòrnia i Texas) a actuar amb cautela i posar en contacte amb un metge immediatament si començar a mostrar símptomes de la grip porcina. En una avaluació del risc realitzada pel govern islandès el 2008 en el cas d'una pandèmia de grip es preveuen dos escenaris:
El pitjor dels casos on el 50% de la població islandesa està infectada i el 3% de la població infectada mor. Un escenari lleu on malgrat les mesures de prevenció de la infecció, el 25% de la població del país està infectada i un 1% mor.

### Itàlia
El grup de pressió de l'agricultura d'Itàlia, Coldiretti, va advertir contra la reacció de pànic, i va assenyalar que els agricultors van perdre centenars de milions d'euros a causa dels boicots de consumidors durant el pànic de les vaques boges del 2001 i el brot de grip aviària del 2005.

### Països Baixos
L'Institut Nacional de Salut Pública i Medi Ambient dels Països Baixos demana a qualsevol viatger que hagi tornat de Mèxic des del 17 d'abril i ha desenvolupat una febre de 38,5 graus Celsius, dins dels quatre dies posteriors a la seva arribada als Països Baixos, quedar-se a casa.

### Noruega
El 27 d'abril, a una persona en Haugesund, Noruega es realitzaren les proves de la grip porcina, després de tornar d'unes vacances a Houston, Texas, [131], on no hi ha casos sospitosos de grip porcina. Dues persones en els seus anys trenta són també la prova de símptomes de grip a Tromso després de vacances a Mèxic.
El govern noruec projecta que el pitjor dels casos, 1,2 milions de noruecs poden caure malalts i 13.000 poden morir.

### Polònia
El Ministeri polonès de Relacions Exteriors va emetre una declaració en què es recomana que els ciutadans evitar viatjar a les zones afectades fins que el brot està totalment contingut.

### Rússia
Rússia ha prohibit la importació de productes carnis procedents de Mèxic, Califòrnia, Texas i Kansas.

### Sèrbia
Sèrbia va prohibir totes les importacions de carn de porc procedents d'Amèrica del Nord, tot i les garanties de la FAO (Food and Agriculture Organization de les Nacions Unides) que els porcs no semblen ser la font immediata de la infecció.

## Resposta a Espanya

Morts
Casos confirmats
Casos sospitosos

AENA, l'empresa estatal espanyola que gestiona tots els aeroports espanyols i que controla el trànsit aeri ha establert un protocol per als vols entre Espanya i les zones afectades. El dia 26 hi havia tres persones sota observació en diverses regions d'Espanya els quals acabaven de tornar de Mèxic. A aquest s'han afegit tres casos més a Catalunya, dos a Girona i un a Barcelona.
El 27 d'abril el Ministeri de Sanitat i Política Social va anunciar que un home a Castella-La Manxa, que recentment havia tornat de Mèxic havia contret la malaltia. L'home, de 23 anys, havia tornat de Mèxic el 22 d'abril i havien estat posats en quarantena al 25. Aquest va ser el primer cas confirmat a Europa.
El Govern espanyol es troba també en observació d'altres 21 possibles casos de grip porcina al País Basc, Catalunya, Illes Balears, Andalusia i la Comunitat Valenciana. El dia 28 d'abril es confirma que hi ha un jove de 24 anys a la ciutat de València afectat pel virus, sent el segon cas al país. Es tracta d'un company de viatge a Mèxic del cas confirmat a Almansa, sent tots dos estudiants de la Universitat de València.
El matí del dia 29 d'abril es confirmen altres dos casos, un altre a Castella-la Manxa i un més al País Basc. Així mateix Sanitat eleva el nombre de casos sospitosos a 59. A la Comunitat Valenciana es detecten 12 nous casos sospitosos que se sumen, entre d'altres, a 11 casos en estudi a Andalusia, 14 a Catalunya, 2 a Castella i Lleó, 2 a Galícia, 12 a la Comunitat de Madrid, 1 a Navarra i 2 a Múrcia.] El mateix dia 29 d'abril a la tarda, la ministra de Sanitat confirma la detecció de sis nous casos de grip porcina a Catalunya, amb la qual cosa el nombre d'afectats a Espanya ascendeix a un total de 10, mentre que el còmput de casos sospitosos és d'almenys 70. Un dels casos confirmats es dona en una persona que no va viatjar a Mèxic.
El dia 30 ja són tretze els afectats amb dos casos a Madrid i un a Murcia. La ministra de sanitat ha rebutjat la suspensió dels vols amb Mèxic.

## La grip a Mèxic

Morts
Casos confirmats

La primera infecció es va registrar a Perote, Veracruz el 2 d'abril, però va ser qualificada erroneament com a produda per la soca H2N3. No va ser fins al 13 d'abril amb la primera mort a Oaxaca], que a més es va realitzar una investigació, la detecció oficial d'un nou tipus de virus es va fer el 16 d'abril. El brot es va detectar per primera vegada al Districte Federal, on la vigilància començar recollint un augment en els casos de malaltia semblant a la grip a partir del 18 de març. L'augment va ser assumida per les autoritats de ser "finals de la temporada de grip" (que generalment coincideix amb un lleuger pic de la grip B) fins al 21 d'abril de quan una alerta dels CDC en relació amb dos casos aïllats de grip porcina a informar als mitjans de comunicació d'una nova soca de grip porcina).
Els residents de Perote, una tercera part dels quals es va contagiar amb la grip, atribueixen l'origen de la malaltia a una granja de porcs locals operada per Smithfield Foods Inc (SFD) i han protestat a les autoritats locals.

### Casos confirmats
Dr José Ángel Córdova Villalobos, Secretari federal de Salut, va declarar que des de març de 2009, hi ha hagut més de 1.300 casos notificats i posar el nombre de morts a 83, amb 20 confirmats d'estar vinculats a una nova soca de la influença porcina un subtipus de virus d'influença H1N1. A partir del 26 d'abril s'han registrat 1.614 casos, amb 103 morts i prop de 400 pacients en els hospitals. Al voltant de dos terços dels pacients malalts s'havien recuperat.

### Resposta
Després d'un mes des que els primers casos de pneumònia atípica van ser detectats, el govern mexicà va respondre i va establir algunes mesures a la ciutat de Mèxic, l'estat de Mèxic i l'estat de San Luis Potosí, on la grip porcina s'ha propagat, amb l'objectiu de disminuir el risc de més infeccions. Centenars de soldats i policies mobilitzats pel govern han lliurat sis milions de màscares quirúrgiques els ciutadans en de la ciutat de Mèxic i rodalia. El 24 d'abril de 2009, les escoles (des de preescolar fins a la universitat), així com biblioteques, museus, concerts i qualsevol lloc públic de reunió, van ser tancades pel govern a la ciutat de Mèxic i el veí estat de Mèxic per prevenir que la malaltia es propagués encara més, les escoles de la ciutat de Mèxic, l'estat de Mèxic, i l'estat de San Luis Potosí romandrà tancades fins almenys el 5 de maig, Marcelo Ebrard, l'alcalde de la ciutat de Mèxic, també ha demanat a tots els empresaris de locals d'oci nocturn a tancar els seus establiments durant deu dies per evitar noves infeccions. Secretari de Salut José Ángel Córdova va dir en 24 d'abril que l'escola probablement serà suspès per almenys la següent setmana, i que tindrà al voltant de deu dies per veure l'evolució dels virus de la conducta, i per considerar altres mesures posteriorment. El 25 d'abril, el president mexicà Felipe Calderón va declarar una emergència que li va concedir la facultat de suspendre els actes públics i l'ordre en quarantena. Hores més tard, Córdova va anunciar oficialment que les classes es suspenien fins al 6 de maig. El 26 d'abril, Natividad González Paras, governador de l'estat nord-oriental de Nuevo León, va anunciar que en tot l'estat les escoles romanen tancades fins al 6 de maig, i va establir un sistema de quarantena als aeroports, estacions d'autobusos i la creació de punts d'observació sobretot al sud de l'estat a la carretera més propera a les fronteres amb altres estats, per tal de realitzar proves realitzades en les persones que arriben d'altres estats. Les classes es van cancel·lar a Coahuila, els dies 27 i 28 d'abril, amb la possibilitat de cancel·lar la resta de la setmana. El 27 d'abril, el secretari de Salut José Ángel Córdova va anunciar que les escoles de tots els nivells a tot el país serà suspès fins al 6 de maig, a fi d'evitar la propagació de la grip.

### L'impacte econòmic
El brot ha causat més tensió en una economia que ja estava sota la pressió de l'actual crisi econòmica. Si bé el Banc Mundial va dir que ampliar Mèxic 25 milions de dòlars en préstecs per a ajuda immediata i $ 180 milions en assistència a llarg termini no era suficient per restablir la confiança dels inversors la qual cosa porta a la caiguda més gran del peso en sis mesos. Sembla probable ara que Mèxic haurà de basar-se en un $ 47 mil milions de línia de crèdit del Fons Monetari Internacional.
S'ha informat que només el sector alimentari a Mèxic DF està experimentant pèrdues per damunt de 4,5 milions de dòlars de dòlars per dia. També s'ha informat que els preus de carn de porc ha disminuït 30% a Mèxic, juntament amb diverses prohibicions d'exportació, que causen diversos danys a la indústria. Encara que el virus no s'ha expandit per tot el país, com a mesura de precaució, totes les reunions massives han estat prohibides, que afecten a la indústria de l'esport. Equips de futbol, directament perd en l'excés de $ 900,000 dòlars per joc. També es demanarà la cancel·lació de tots els festivals al país.